# خليل حقاني
خليل حقاني (1 يناير 1966 - 11 ديسمبر 2024) والمعروف أيضًا بـ خليل الرحمن حقاني هو قيادي في شبكة حقاني، وشقيق جلال الدين حقاني مؤسس الشبكة. المرتبطة مع حركة طالبان والقاعدة ومقرها أفغانستان.
في 9 فبراير 2011 صنفت وزارة الخزانة الأمريكية بموجب الأمر التنفيذي 13224 خليل حقاني على أنه إرهابي دولي، وعرضت مكافأة قدرها 5 ملايين دولار أمريكي كواحد من أكثر الإرهابيين المطلوبين.
أسس شبكة حقاني جلال الدين حقاني شقيق خليل حقاني، وفي منتصف التسعينيات انضموا إلى حركة طالبان بقيادة ملا محمد عمر. ذكرتت الأمم المتحدة أن خليل ينخرط في أنشطة جمع التبرعات نيابة عن طالبان وشبكة حقاني ويقوم برحلات دولية للحصول على داعمين ماليين.

## النشأة والتعليم
وُلِد حقاني في الأول من يناير عام 1966 في ولاية بكتيا بأفغانستان. وهو ينتمي إلى قبيلة زادران من عرقية البشتون. وخلال الحرب الأفغانية، شارك حقاني في جمع التبرعات الدولية لصالح طالبان ودعم عمليات طالبان في أفغانستان. وفي عام 2002، نشر رجالاً تحت مسؤوليته لتعزيز تنظيم القاعدة في ولاية بكتيا. وفي عام 2009، ساعد في احتجاز سجناء أعداء أسرهم شبكة حقاني وطالبان. وفي عام 2010، قدم التمويل لطالبان في ولاية لوغار بأفغانستان. نفذ حقاني الأوامر التي أصدرها ابن أخيه، سراج الدين حقاني، زعيم شبكة حقاني والذي تم تصنيفه كإرهابي في مارس 2008 بموجب الأمر التنفيذي 13224.
في 9 فبراير 2011، صنفت وزارة الخزانة الأمريكية بموجب الأمر التنفيذي 13224 خليل حقاني كإرهابي عالمي مُعين بشكل خاص وعرضت مكافأة قدرها 5 ملايين دولار أمريكي مقابل القبض عليه باعتباره أحد أكثر الإرهابيين المطلوبين لديها. وقد تم إدراجه تحت لقب حاجي ومن المفترض أنه يقيم في بيشاور وميران شاه ومنطقة شمال وزيرستان في باكستان وفي ولاية باكتيا في أفغانستان؛ بينما تم تحديد تاريخ ميلاده بشكل مختلف بين عامي 1958 و1966.

## مقتله
في 11 ديسمبر 2024، قتل انتحاري حقاني وخمسة آخرين في مكتبه الوزاري في كابل. ولم تعلن أي جماعة مسؤوليتها عن الهجوم على الفور. ووصفته صحيفة واشنطن بوست بأنه أكبر وفاة بين قيادات طالبان منذ عودة سيطرة الحركة على أفغانستان في عام 2021.

## وصلات خارجية
- شبكة حقاني (PDF)